# Louise McDaniel
Louise McDaniel (* 24. Mai 2000 in Nordirland) ist eine nordirische Fußballspielerin. Sie steht derzeit beim Cliftonville FC unter Vertrag und spielte 2018 erstmals für die nordirische Nationalmannschaft.

## Karriere

### Vereine
Louise McDaniel spielte zunächst für den Linfield FC, wobei sie auch in der UEFA Women’s Champions League zum Einsatz kam. Aufgrund ihres Studiums an der University of Central Lancashire wechselte sie 2019 zu den Blackburn Rovers. Seit 2020 spielt sie für den Cliftonville FC.

### Nationalmannschaft
Bei einem Spiel gegen die Kasachische Fußballnationalmannschaft der Frauen am 28. Februar 2018 kam McDaniel erstmals für die nordirische Nationalmannschaft zum Einsatz. Bei der Fußball-Europameisterschaft der Frauen 2022 wurde sie in einem Spiel eingesetzt, wobei sie erst im Verlauf des Spiels eingewechselt wurde.